# 里卡迪尼奥
里卡迪尼奥（Ricardinho），全名里卡多·路易斯·波齐·罗德里格斯（葡萄牙语：Ricardo Luis Pozzi Rodrigues）（1976年5月23日—），巴西足球运动员，教练。

## 荣誉
- 2002年世界杯足球赛冠军
- 巴西足球甲级联赛冠军：1998，1999，2004